# Amylaria
Amylaria är ett släkte av svampar. Amylaria ingår i familjen Bondarzewiaceae, ordningen Russulales, klassen Agaricomycetes, divisionen basidiesvampar och riket svampar.
|          | Bondarzewia                             |
|          |                                         |
|          | Stecchericium                           |
|          |                                         |
|          | Wrightoporia                            |
|          |                                         |
|          | Amylosporus                             |
|          |                                         |
|          | Heterobasidion                          |
|          |                                         |
|          | Spiniger                                |
|          |                                         |
|          | Gloiodon                                |
|          |                                         |
| Amylaria | \| \| Amylaria himalayensis \| \| \| \| |
|          | \| \| Amylaria himalayensis \| \| \| \| |
|          | Rigidoporopsis                          |
|          |                                         |
|          | Amylaria himalayensis                   |
|          |                                         |

|  | Amylaria himalayensis |
|  |                       |